# Tripterygion delaisi
Tripterygion delaisi, conosciuto comunemente come peperoncino giallo, è un pesce d'acqua salata appartenente alla famiglia Tripterygiidae.

## Distribuzione e habitat
Questa specie è diffusa nell'Oceano Atlantico orientale, dalla Gran Bretagna al Senegal, ed è presente anche nel Mar Mediterraneo. Abita fondali duri delle acque costiere, fino a 40 metri di profondità.

## Etimologia del nome
Il nome comune di peperoncino giallo deriva dalla livrea maschile assunta durante il periodo riproduttivo.

## Descrizione
Dimorfismo sessuale molto marcato: la livrea maschile durante il periodo riproduttivo è giallo accesa con il capo nero, la femmina è invece da marrone scuro a molto chiaro, con fasce chiare. Normalmente la colorazione è bruno chiara, con 5 bande scure, la testa bruno nel maschio. Le pinne sono bordate in azzurro, la dorsale divisa in tre parti.

Raggiunge una lunghezza massima di 9 cm.

## Etologia
Molto schivo e sospettoso.

## Riproduzione
La riproduzione avviene tra maggio e luglio; il maschio attrae la femmina effettuandole attorno una danza a 8.

## Alimentazione
Si nutre di invertebrati.

## Specie affini
Molto simile al peperoncino (T. tripteronotus) e al peperoncino minore (T. melanurus).